# Hestehave (Ulkebøl Sogn)
 For alternative betydninger, se Hestehave. (Se også artikler, som begynder med Hestehave)
 Hestehave er en lille landsby på Kær Halvø, nord for Sønderborg på Als. Tidligere var Hestehave en del af Statshusmandskoloni Rønhave. I nutiden er husmandsstederne nedlagt og bruges overvejende til privat beboelse. 
Foruden et mindre antal gårde er der en 20 ha stor frugtplantage.

## Historie
Den 25. juli 1943 styrtede et RAF Handley Page Halifax bombefly ned mellem Hestehave og frugtplantagen. Flyet var på vej mod bombemål i Hamborg, og var en del af en formation på over 700 fly, der fløj over Als mod Tyskland. Flyet kom af ukendte årsager bort fra den store formation af fly, og blev et let mål for den tyske Junkers Ju 88 natjager. Natjageren fandt den enlige bombemaskine og beskød den nedefra. Bombemaskinen brød i brand og styrtede mod jorden, hvor den brændende styrtede ned i frugtplantagen ved Hestehave. Kort tid efter eksploderede flyet med hele sin bombelast. To af flyverne blev reddet ud af flyet, inden det eksploderede. De døde dog dagen efter på sygehuset i Sønderborg. Hele besætningen ligger i dag begravet på kirkegården i Åbenrå. Ved vejen Arnkilssmaj i nærheden af nedstyrtningsstedet står en mindesten for de engelske flyvere.
|  | Denne artikel om lokaliteten Hestehave (Ulkebøl Sogn) kan blive bedre, hvis der indsættes et (bedre) billede. Du kan hjælpe ved at afsøge Wikimedia Commons for et passende billede eller lægge et op på Wikimedia Commons med en af de tilladte licenser og indsætte det i artiklen. |

54°56′46″N 9°46′42″Ø / 54.9461°N 9.7783°Ø